# 昌乐站
昌乐站，位于中华人民共和国山东省潍坊市昌乐县，是胶济铁路、胶济客运专线上的火车站，建于1903年，由中国铁路济南局集团青岛车务段管辖。

## 車站構造
昌乐站新建站房建筑面积4866平方米，地上一层、地下一层，设出站口、售票厅、候车厅、行包用房、餐厅等设施，新站房采用了多种现代化建筑材料，以昌乐县「宝石之都」為設計，其正面为大型铝合金玻璃幕墙，使得整个站房远远望去宛如镶嵌在胶济客运专线上的一颗蓝宝石。

## 歷史
- 建于1903年。